# Střítež (Třebíči járás)
Střítež település Csehországban, a Třebíči járásban. Střítež Kožichovice, Třebíč, Petrůvky és Klučov településekkel határos. Lakosainak száma 559 fő (2024. január 1.).

## Népesség
A település lakosságának változását az alábbi diagram mutatja:
| Lakosok száma | 300  | 335  | 375  | 387  | 427  | 484  | 523  | 540  | 564  | 559  |
|               | 1869 | 1890 | 1921 | 1950 | 1980 | 2001 | 2017 | 2019 | 2022 | 2024 |